# Sphaerosyllis joinvillensis
Sphaerosyllis joinvillensis är en ringmaskart som beskrevs av Hartmann-Schröder och Rosenfeldt 1988. Sphaerosyllis joinvillensis ingår i släktet Sphaerosyllis och familjen Syllidae. Inga underarter finns listade i Catalogue of Life.